# 麋夫人
麋夫人（？—？），東海郡朐縣（今江蘇省連雲港市）人，東汉末年左将军刘备夫人。

## 生平
徐州别驾麋竺之妹。麋家世代經商，僮僕過萬，家资巨億。
汉献帝建安元年（196年），左将军袁术与镇東将军劉備争夺徐州，寄寓在此的備武将军吕布偷襲下邳，劉備妻子被俘。刘备转军广陵郡海西縣，部队溃散。麋竺將妹妹嫁給劉備為夫人，並献上僮僕二千及金银货幣以助軍資，解決一時困境重新振作。
建安五年（200年），司空曹操進攻徐州，左将军劉備戰败，麋夫人和關羽一起被俘，被曹操带回许都。此后没有记载。

## 家庭
- 兄弟：糜竺、糜芳
- 丈夫：劉備

## 评价
- 蔡东藩：“糜夫人甘心殉难，亦可谓贤妻。孙徐氏以不死报夫仇，刘糜氏以宁死全夫嗣，俱足为彤史生光云。”

## 艺术形象

### 三國演義
在小說《三國演義》中，她被稱作糜夫人，並沒有在被曹操軍俘虜後就下落不明而是在關羽離開曹操時一併帶走，在第四十一回的長阪坡之戰中，在逃亡時攜著阿斗（劉禪），然而左腿被槍刺傷而難以走動，並將阿斗託付給趙雲後投井而死。刘禅继位后，在尊继母吴皇后为皇太后和追谥生母甘夫人为皇后时，也追谥糜夫人为皇后。历史上则没有麋夫人得到追封的记载。

### 三国志玉玺传
在弹词《三国志玉玺传》中，麇夫人被记录名为绿筠

### 影视形象
- 1985年電視劇《諸葛亮》：刘素芳
- 1992年電視劇《关公》：侯天慧
- 1994年電視劇《三国演义》：伊淑芳、王璐瑶
- 1996年電視劇《关公》：梅嫦芬
- 2004年電視劇《武圣关公》：范艳
- 2008年電影《赤壁》：何音
- 2010年電視劇《三国》：商忆沙
- 2010年電影《越光宝盒》：李依晓
- 2011年電視劇《回到三国》：罗泳娴
- 2020年電影《新解釋·三國志》：清水久留美

### 漫畫形象
- 在日本漫畫《蒼天航路》中，名字被設定成糜龜研。